# Chrześcijańskie Stowarzyszenie Rodzin Oświęcimskich
Chrześcijańskie Stowarzyszenie Rodzin Oświęcimskich – stowarzyszenie powstałe w 1998 z inicjatywy kilku polskich więźniów Auschwitz-Birkenau (m.in. Jerzego Bieleckiego i Józefa Hordyńskiego).

## Cele stowarzyszenia
- Pielęgnowanie pamięci o polskich więźniach obozu koncentracyjnego Auschwitz.
- Czczenie pamięci wszystkich ofiar byłego niemieckiego obozu koncentracyjnego.
- Edukacja młodego pokolenia.
- Działalność wydawnicza.

## Działania
- Organizacja corocznych obchodów rocznicy I transportu więźniów do Auschwitz - 14 czerwca.
- Utworzenie stałej ekspozycji w budynku Państwowej Wyższej Szkoły Zawodowej w Oświęcimiu.
- Popieranie idei budowy Kopca Pamięci według projektu prof. Józefa Szajny, artysty i byłego więźnia obozu.
- Działania na rzecz utworzenia "Centrum dokumentacji o losach Polaków w KL Auschwitz".
- Stworzenie "Archiwum oświęcimskiego – 1938 – 1948".

## Wydawnictwa
- "Kto ratuje jedno życie" - autobiografia Jerzego Bieleckiego (rok 1999)
- "Ochotnik do Auschwitz - Witold Pilecki 1901 -1984" Adama Cyry (rok 2000)